# デポルテス・マガジャネス
デポルテス・マガジャネス（スペイン語: Deportes Magallanes）は、チリの首都サンティアゴのマイプを本拠地とするサッカークラブである。

## 歴史
1897年10月27日、クルブ・アトレティコ・エスクエラ・ノルマル（Club Atlético Escuela Normal）として創設。アマチュアリーグ時代には5回優勝している。1933年にウニオン・エスパニョーラ、サンティアゴ・バドミントン、コロコロ、アウダックス・イタリアーノ、グリーン・クロス、モーニング・スター、マガジャネス、サンティアゴ・ナシオナルの8クラブによって国内プロリーグが創設され、マガジャネスは大会初年度の1933年シーズンに優勝を遂げた。1934年シーズンと1935年シーズンにも優勝して3連覇を達成した後、1938年シーズンに4回目の優勝を果たした。1985年にはコパ・リベルタドーレスに初出場した。1970年代以降は下位リーグでプレーすることも多い。

## タイトル

### 国内タイトル
- プリメーラ・ディビシオン: 4回

1933, 1934, 1935, 1938
- コパ・チレ: 1回

2022
- スーペルコパ・デ・チレ: 1回

2023
- カンペオナート・デ・アペルトゥーラ: 1回

1937
- プリメーラB: 1回

2022
- テルセーラ・ディビシオンA: 2回

1995, 2010

## 現所属メンバー
2022年2月24日現在
注：選手の国籍表記はFIFAの定めた代表資格ルールに基づく。
| No. | Pos. |              | 選手名                     |
| --- | ---- | ------------ | -------------------------- |
| 1   | GK   | ウルグアイ   | ガストン・ロドリゲス       |
| 2   | DF   | アルゼンチン | フェルナンド・ピニェロ     |
| 3   | DF   | チリ         | アルベルト・アセベド       |
| 4   | DF   | チリ         | マティアス・バスケス       |
| 5   | DF   | チリ         | クリスティアン・ビルチェス |
| 6   | DF   | チリ         | ニコラス・ベラルド         |
| 7   | FW   | チリ         | フリアン・アルファロ       |
| 8   | FW   | チリ         | マヌエル・ビクーニャ       |
| 9   | FW   | アルゼンチン | ホアキン・ラリベイ         |
| 10  | MF   | チリ         | トマス・アランギス         |
| 11  | FW   | コロンビア   | Yorman Zapata              |
| 12  | GK   | チリ         | マルティン・リッフォ       |
| 13  | MF   | チリ         | セサル・コルテス           |
| 14  | DF   | チリ         | フェリペ・エスピノーサ     |
| 15  | DF   | チリ         | ニコラス・コルベット       |
| 16  | DF   | チリ         | マティアス・オソリオ       |

| No. | Pos. |            | 選手名                 |
| --- | ---- | ---------- | ---------------------- |
| 17  | FW   | チリ       | フェリペ・フローレス   |
| 18  | MF   | チリ       | ハビエル・キロス       |
| 19  | MF   | チリ       | イバン・バスケス       |
| 20  | MF   | コロンビア | Yéiler Góez            |
| 21  | MF   | チリ       | カルロス・ビジャヌエバ |
| 22  | MF   | チリ       | Thomas Jones           |
| 23  | MF   | チリ       | クリストバル・ホルケラ |
| 24  | MF   | チリ       | アンドレス・スーパー   |
| 26  | MF   | チリ       | ニコラス・ヌニェス     |
| 27  | MF   | チリ       | アルフレッド・カナレス |
| 29  | DF   | チリ       | アロンソ・ウォルターズ |
| 30  | GK   | チリ       | ディエゴ・タピア       |
| 31  | FW   | チリ       | ロドリゴ・ディアス     |
| 35  | GK   | チリ       | Joao Moris             |
| 36  | FW   | チリ       | シモン・コントレラス   |
| 41  | GK   | チリ       | ホルヘ・デシャン       |